# Таламона
Таламона (итал. Talamona) је насеље у Италији у округу Сондрио, региону Ломбардија.
Према процени из 2011. у насељу је живело 4766 становника. Насеље се налази на надморској висини од 282 м.

## Становништво
Према резултатима пописа становништва 2011. у општини је живело 4.768 становника.
| 1931. | 1936. | 1951. | 1961. | 1971. | 1981. | 1991. | 2001. | 2011. |
| ----- | ----- | ----- | ----- | ----- | ----- | ----- | ----- | ----- |
| 3.038 | 2.931 | 3.150 | 3.578 | 3.789 | 4.057 | 4.261 | 4.506 | 4.768 |